# Kozarac (Prijedor, BiH)
Kozarac je naseljeno mjesto u sastavu općine Prijedor, Republika Srpska, BiH.

## Povijest
Do sredine šezdesetih godina XX stoljeća postojala je općina Kozarac, koja je tada ukinuta i pripojena općini Prijedor. Općina Kozarac je po popisu iz 1961. godine imala 14.455 stanovnika (Muslimani – 10.442, Srbi – 2992, Hrvati – 334 i ostali – 687). Općina Kozarac obuhvaćala je naselja: Babići, Brđani, Dera, Gornji Garevci, Hrnići, Jaruge, Kamičani, Kozarac, Kozaruša i Trnopolje.

## Stanovništvo
| Kozarac            |                |                |                |
| godina popisa      | 1991.          | 1981.          | 1971.          |
| Muslimani          | 3740 (92,45 %) | 3107 (88,09 %) | 2715 (90,86 %) |
| Srbi               | 96 (2,37 %)    | 82 (2,32 %)    | 124 (4,14 %)   |
| Hrvati             | 35 (0,86 %)    | 27 (0,76 %)    | 38 (1,27 %)    |
| Jugoslaveni        | 117 (2,89 %)   | 254 (7,20 %)   | 36 (1,20 %)    |
| ostali i nepoznato | 57 (1,40 %)    | 57 (1,61 %)    | 75 (2,51 %)    |
| ukupno             | 4045           | 3527           | 2988           |